# Sonic Labyrinth
Sonic Labyrinth es un videojuego desarrollado por SEGA en 1995 para la consola portátil Game Gear.
Este plataformas se convierte en el primero y último de esta consola en el que está Sonic bajo una perspectiva isométrica. En este juego, Sonic debe intentar escapar del laberinto creado por el Dr. Eggman con su velocidad habitual muy mermada.
Es considerado por muchos críticos y fanáticos como el peor juego de la franquicia de Sonic por su mal diseño de niveles, la lentitud del personaje y su jugabilidad muy incómoda y confusa.

## Argumento
El Doctor Eggman le ha robado a Sonic the Hedgehog sus características zapatillas, que son las que le permiten correr a las altas velocidades que este presenta. Sonic debe recuperarlas, para ello, y sin poder contar con su velocidad, debe reunir 4 Esmeraldas del Caos y derrotar al Doctor Eggman.

## Sistema de juego
Este videojuego es del género de las plataformas, que se basa en superar determinados niveles y obstáculos en escenarios con vista isométrica, cada uno con una ambientación diferente
Sonic es el único personaje controlable de este videojuego, que tenía como habilidad principal una gran velocidad, que en este juego se ha visto suprimida. Por lo que, el juego, en este caso, exprime la capacidad de pasarse cada acto en un tiempo determinado.
Este juego presenta 3 modos de juego. El modo Normal, donde Sonic comienza con 3 vidas. El modo Time Attack, donde Sonic tiene que pasarse en el menor tiempo posible un acto, concretamente, el segundo acto de la primera fase. Y hay un modo llamado config, en donde se puede configurar el número de vidas iniciales, un test de sonido y donde se puede cambiar el control.
Son 4 fases las que componen el juego. Las 3 primeras fases se componen de 4 actos cada una, en las que los 3 actos primeros se basan en que el protagonista, Sonic, debe recoger por cada acto 3 llaves, para abrir una puerta llamada "Goal", que es la que indica el final del acto, todo esto en un tiempo determinado. En el último acto, Sonic debe descender por una rampa (llena de anillos y obstáculos) para llegar a un tubo que hace descender a una plataforma donde debe vencer a uno de los robots del Doctor Robotnik, el cual, en cada acto, tiene una máquina diferente para intentar parar al erizo azul. Al destruir Sonic cada máquina del Doctor Eggman, Sonic obtiene una Esmeralda del Caos. La cuarta fase también sigue el mismo esquema, con la única diferencia de que es el mismo doctor el jefe final del cuarto acto.

## Enemigos
Sonic the Hedgehog se encuentra a su paso por cada fase algunos tipos de enemigos, conocidos como Badniks. Los Badniks son los robots que funcionan gracias al movimiento de animales atrapados en su interior, los cuales han sido capturados por el Doctor Robotnik, y los hay de diversos tipos: acuáticos y terrestres. Sonic debe destruirlos usando el Spin Dash ( antes de empezar a rodar, coge impulso dando vueltas a sí mismo en una posición estática), que en este juego, tiene 4 niveles de fuerza..Al final de cada fase, Sonic debe vencer a una de las máquinas creadas por el doctor Eggman, aunque en la 4.ª fase, Sonic lucha contra Eggman personalmente.

## Obstáculos
Sonic se encuentra con obstáculos de diversa índole. Son:
- Una especie de cinta transportadora que desplaza a Sonic en una dirección determinada.
- En el suelo, puede haber hielo, que aparece como una superficie cristalina. Es altamente resbaladizo, deslizando a Sonic en la dirección que este haya cogido al entrar en este tipo de suelo.
- Un badnik expulsa pegamento, que paraliza a Sonic por un período.
- También hay flippers, si Sonic se acerca a estos, rebota en él.
- La arena hace que Sonic ande mucho más lento sobre ella. Además, el tiempo baja de manera vertiginosa.
- Hay pinchos, pueden tener diversas formas. Normalmente, suben y bajan, siendo cuando suben cuando hacen daño a Sonic. Restan tiempo a menos de que se sostenga una llave al menos.
- En algunas fases, caen una especie de carámbanos o cristales de forma romboidal. También puede caer una guillotina.
- También hay en algunos actos de cierto laberinto fuego que se desplaza por algunas partes del escenario.

## Objetos
Sonic puede obtener una serie de objetos que le ayudaran a completar el juego. Son los siguientes:
Llave: Son 3, de distintos colores: azul, rojo y blanco. Está presente en los 3 primeros actos de cada fase. Para poder dar por finalizado un acto, es necesario reunir las 3.
Interruptor: Cracterizado porque es una especie de botón en el suelo, que cuando es gris pone arriba de este un rótulo que pone "Switch Off" (desactivado) y, cuando es naranja, pone "Switch on" (activado). Al estar activado, modifica de alguna manera alguna parte de la fase.
Portal de objetos: Se caracteriza porque es una parte del suelo donde aparece una serie de figuras (puntos) que va cambiando de color y número. Dependiendo de cual se haya quedado al ponerse Sonic en esa parte, obtendrá una ventaja u otra:
- Invencible: Aparece si Sonic se pone encima del portal cuando están 2 puntos rojos. Sonic es invencible durante un breve período, aunque no le protege de todos los obstáculos (por ejemplo: una caída al vacío)

- Potencia extra: Aparece si Sonic se pone encima del portal cuando están 2 puntos azules. Sonic podrá correr durante un breve período

- Devastación: Aparece si Sonic se pone encima del portal cuando están 3 puntos verdes. Destruye a los enemigos que estén alrededor de Sonic.

- Más tiempo: Aparece si Sonic se pone encima del portal cuando están 3 puntos amarillos. Sube 30 segundos al cronómetro.

- Vida extra: Aparece si Sonic se pone encima del portal cuando están 4 puntos rosas. Sube en una unidad el contador de vidas.

Anillos: estos aparecen solo durante las batallas con Eggman, incluyendo también el descenso por la rampa, y la fase de bonificación.

## Fases

### Labyrinth of the Sky
(En castellano Laberinto del cielo)Un escenario caracterizado por que, de fondo, presenta un cielo azulado, con numerosas nubes blancas en los actos 1, 3 y 4, en el segundo acto, el cielo es anaranjado. Esta fase es la más fácil del juego. El segundo acto es el que presenta el modo contrarreloj del juego. El jefe final es una especie de guardián que se desprende de sus puños, persiguiendo estos a Sonic durante la batalla.

### Labyrinth of the Sea
(En castellano Laberinto del mar)Un escenario caracterizado por un fondo con estrellas de mar y con ondulaciones que simulan un fondo marino, donde arriba del todo del fondo se puede vislumbrar como detalle decorativo unas conchas. Dependiendo del acto en el que esté, el fondo es de un color u otro. Esta es la única fase donde aparecen unos cañones que pueden llevar a Sonic a diversos lados del escenario, los cuales no se pueden acceder de otra forma. Además, en el tercer acto, se puede acceder a una Special Stage. El jefe final es una especie de concha marina gigante, que suelta una perla para intentar atacar a Sonic.

### Labyrinth of the Factory
(En castellano Laberinto de la fábrica)Un escenario caracterizado por que en el fondo es de color negro, y en las partes más altas del escenario aparece una serie de edificios iluminados con luces amarillas y rojas. Además, el suelo está como atornillado. Esta es la única fase donde aparece teletransportadores de estrellas, que llevan a Sonic a diversos lados del escenarios. El segundo acto de esta fase es uno de los más complicados del juego. El jefe de esta fase es un bloque de pinchos que se mueve, que lanza a Sonic alguno de ellos.

### Labyrinth of the Castle
(En castellano Laberinto del castillo)Un escenario que se caracteriza por tener de fondo una especie de ladrillos que, dependiendo del acto en el que esté, puede ser de un color u otro. Aquí, los pinchos tienen forma de flecha, y aparece algunos Badniks (como los arqueros y una especie de bola blanca) que no se pueden destruir. El tercer acto de esta fase es el más difícil del juego. El jefe final se divide en dos fases: La primera es el Doctor Eggman en su nave, que lanza bombas donde esté Sonic. Para evitarlo este, tiene que ir corriendo siempre. La segunda y última fase es la cara de Eggman solo, que expulsa un diente al suelo para intentar dañar a Sonic.

## Fases especiales
Solo hay una, y se accede desde el acto tercero de la fase Labyrinth of the Sea. Para entrar, Sonic ha de subirse a un cañón, y mantener pulsado los botones 1+2+botón derecho (o botón abajo). Sonic accederá así a un interruptor que debe activar, y luego puede entrar en la puerta titulada "Bonus".
Esta Special Stage se caracteriza por tener un fondo de burbujas y en la parte superior un cartel que pone "Special Stage", por el suelo de color rosa y morado, y por ser el único acto que no sea un boss que presenta anillos. Aquí, cada anillo vale por 25.

## Relanzamiento
Sonic Labyrinth se incluyó como un extra oculto en el videojuego Sonic Adventure DX para GameCube y PC.
También se incluyó en el recopilatorio Sonic Mega Collection Plus lanzado para PlayStation 2 y Xbox, aunque en este caso, está disponible desde un principio. Mientras que fue incluido en la Consola Virtual de Nintendo 3DS.